# Наименьшее общее кратное
Наиме́ньшее о́бщее кра́тное ({\displaystyle \mathrm {HOK} }) двух целых чисел {\displaystyle m} и {\displaystyle n} есть наименьшее натуральное число, которое делится на {\displaystyle m} и {\displaystyle n} без остатка, то есть кратно им обоим. Обозначается одним из следующих способов:
- {\displaystyle \mathrm {HOK} (m,n)};
- {\displaystyle [m,n]};
- {\displaystyle \mathrm {LCM} (m,n)} или {\displaystyle \mathrm {lcm} (m,n)}    (от англ. least common multiple).

Пример: {\displaystyle \mathrm {HOK} (16,20)=80}.
Наименьшее общее кратное для нескольких чисел — это наименьшее натуральное число, которое делится на каждое из этих чисел.
Одно из наиболее частых применений {\displaystyle \mathrm {HOK} } — приведение дробей к общему знаменателю.

## Свойства
- Коммутативность: {\displaystyle \mathrm {lcm} (a,b)=\mathrm {lcm} (b,a)}.
- Ассоциативность: {\displaystyle \mathrm {lcm} (a,\mathrm {lcm} (b,c))=\mathrm {lcm} (\mathrm {lcm} (a,b),c)}.
- Связь с наибольшим общим делителем {\displaystyle \mathrm {gcd} (a,b)}:
{\displaystyle \operatorname {lcm} (a,b)={\frac {|a\cdot b|}{\operatorname {gcd} (a,b)}}.}
- В частности, если {\displaystyle a} и {\displaystyle b} — взаимно-простые числа, то {\displaystyle \operatorname {lcm} (a,b)=a\cdot b.}
- {\displaystyle \operatorname {lcm} (a_{1}^{n},a_{2}^{n},...,a_{k}^{n})=(\operatorname {lcm} (a_{1},a_{2},...,a_{k}))^{n}} при {\displaystyle n\geqslant 0.}
- Наименьшее общее кратное двух целых чисел {\displaystyle m} и {\displaystyle n} является делителем всех других общих кратных {\displaystyle m} и {\displaystyle n}. Более того, множество общих кратных {\displaystyle m}, {\displaystyle n} совпадает с множеством кратных для {\displaystyle \mathrm {HOK} (m,n)}.
- Асимптотики для {\displaystyle \operatorname {lcm} (1,2,\ldots ,n)} могут быть выражены через некоторые теоретико-числовые функции. Так:
  - функция Чебышёва {\displaystyle \psi (x)=\ln \operatorname {lcm} (1,2,\ldots ,\lfloor x\rfloor );}
  - {\displaystyle \operatorname {lcm} (1,2,\ldots ,n)\leqslant g\left({\frac {n(n+1)}{2}}\right)\sim e^{\sqrt {{\frac {n(n+1)}{2}}\ln {\frac {n(n+1)}{2}}}},} что следует из определения и свойств функции Ландау {\displaystyle g(n)};
  - {\displaystyle \operatorname {lcm} (1,2,\ldots ,n)\sim e^{n+o(1)},} что следует из закона распределения простых чисел.

## Нахождение НОК
{\displaystyle \mathrm {HOK} (a,b)} можно вычислить несколькими способами.
1. Если известен наибольший общий делитель, можно использовать его связь с {\displaystyle \mathrm {HOK} }:
{\displaystyle \operatorname {lcm} (a,b)={\frac {|a\cdot b|}{\operatorname {gcd} (a,b)}}}
2. Пусть известно каноническое разложение обоих чисел на простые множители:
{\displaystyle a=p_{1}^{d_{1}}\cdot \dots \cdot p_{k}^{d_{k}},}
{\displaystyle b=p_{1}^{e_{1}}\cdot \dots \cdot p_{k}^{e_{k}},}
где {\displaystyle p_{1},\dots ,p_{k}} — различные простые числа, а {\displaystyle d_{1},\dots ,d_{k}} и {\displaystyle e_{1},\dots ,e_{k}} — неотрицательные целые числа (они могут быть нулями, если соответствующее простое отсутствует в разложении). Тогда {\displaystyle \mathrm {HOK} (a,b)} вычисляется по формуле:
{\displaystyle \operatorname {lcm} (a,b)=p_{1}^{\max(d_{1},e_{1})}\cdot \dots \cdot p_{k}^{\max(d_{k},e_{k})}.}
Другими словами, разложение {\displaystyle \mathrm {HOK} } содержит все простые множители, входящие хотя бы в одно из разложений чисел {\displaystyle a,b}, причём из показателей степени этого множителя берётся наибольший. Пример для бо́льшего количества чисел:
{\displaystyle 56\;\,\;\,=2^{3}\cdot 3^{0}\cdot 7^{1}}
{\displaystyle 9\;\,\;\,=2^{0}\cdot 3^{2}\cdot 7^{0}}
{\displaystyle 21\;\,=2^{0}\cdot 3^{1}\cdot 7^{1}.}
{\displaystyle \operatorname {lcm} (56,9,21)=2^{3}\cdot 3^{2}\cdot 7^{1}=8\cdot 9\cdot 7=504.}
Вычисление наименьшего общего кратного нескольких чисел может быть также сведено к нескольким последовательным вычислениям {\displaystyle \mathrm {HOK} } от двух чисел:
- {\displaystyle \operatorname {lcm} (a,b,c)=\operatorname {lcm} (\operatorname {lcm} (a,b),c);}
- {\displaystyle \operatorname {lcm} (a_{1},a_{2},\ldots ,a_{n})=\operatorname {lcm} (\operatorname {lcm} (a_{1},a_{2},\ldots ,a_{n-1}),a_{n}).}